# 村国虫麻呂
村国 虫麻呂（むらくに の むしまろ）は、奈良時代の官人。名は武志麻呂とも記される。姓は連。位階は外従五位下。

## 経歴
淳仁朝の天平宝字5年（761年）外従五位下に叙せられる。天平宝字7年（763年）播磨介に、翌天平宝字8年（764年）正月に藤原仲麻呂の子息である辛加知の越前守任官と同時にその下僚である介に任ぜられるなど、仲麻呂政権下で主要国の介を歴任する。同年9月に発生した藤原仲麻呂の乱において、辛加知は孝謙上皇側の佐伯伊多智に斬殺された一方で、虫麻呂は仲麻呂側と見られて官位を剥奪されたらしい。なお、この乱においては同じく仲麻呂子息の美濃守・藤原執棹の下僚の介であった一族の村国島主は孝謙上皇側の使者に誅殺されている。
称徳朝の天平神護2年（766年）11月に島主の名誉が回復されて従五位下の位階が贈られると、12月には虫麻呂も无位から本位の外従五位下に復されている。

## 官歴
『続日本紀』による。
- 時期不詳：正六位上
- 天平宝字5年（761年） 1月2日：外従五位下
- 天平宝字7年（763年） 4月14日：播磨介
- 天平宝字8年（764年） 1月21日：越前介。日付不詳：官位剥奪
- 天平神護2年（766年） 12月25日：復本位（外従五位下）